# Ficus recurvata
Ficus recurvata är en mullbärsväxtart som beskrevs av De Wild.. Ficus recurvata ingår i släktet fikonsläktet, och familjen mullbärsväxter. Inga underarter finns listade i Catalogue of Life.